# Polikozanol
Polikozanol (polikosanol) je opšti termin za prirodni ekstrakt biljnih voskova. On se koristi kao dijetetski suplement namenjen snižavanju LDL holesterola („lošeg“ holesterola) i povišenju HDL holesterola („dobrog“ ili „zdravog“ holesterola), kao i pomoćno sredstvo za sprečavanje ateroskleroze, mada su neka ispitivanja dovela u pitanje efektivnost polikozanola.

## Fizičke osobine
Polikozanol je smeša nekoliko masnih alkohola izvedenih iz biljki poput šećerne trske i jama, kao i voska pčela. Prevalentni alkohol u polikozanolu je oktakozanol, a zatim triakontanol.
Modulacija HMG-CoA reductaze i inhibicija apsorpcije žučne kiseline su mogući mehanizmi fiziološkog dejstva polikozanola.

## Spoljašnje veze
- [http://www.pdrhealth.com/drug_info/nmdrugprofiles/nutsupdrugs/pol_0207.shtml
- U.S. Patent 6.225.354

|  | Molimo Vas, obratite pažnju na važno upozorenje u vezi sa temama iz oblasti medicine (zdravlja). |